# Seeamt Bremerhaven

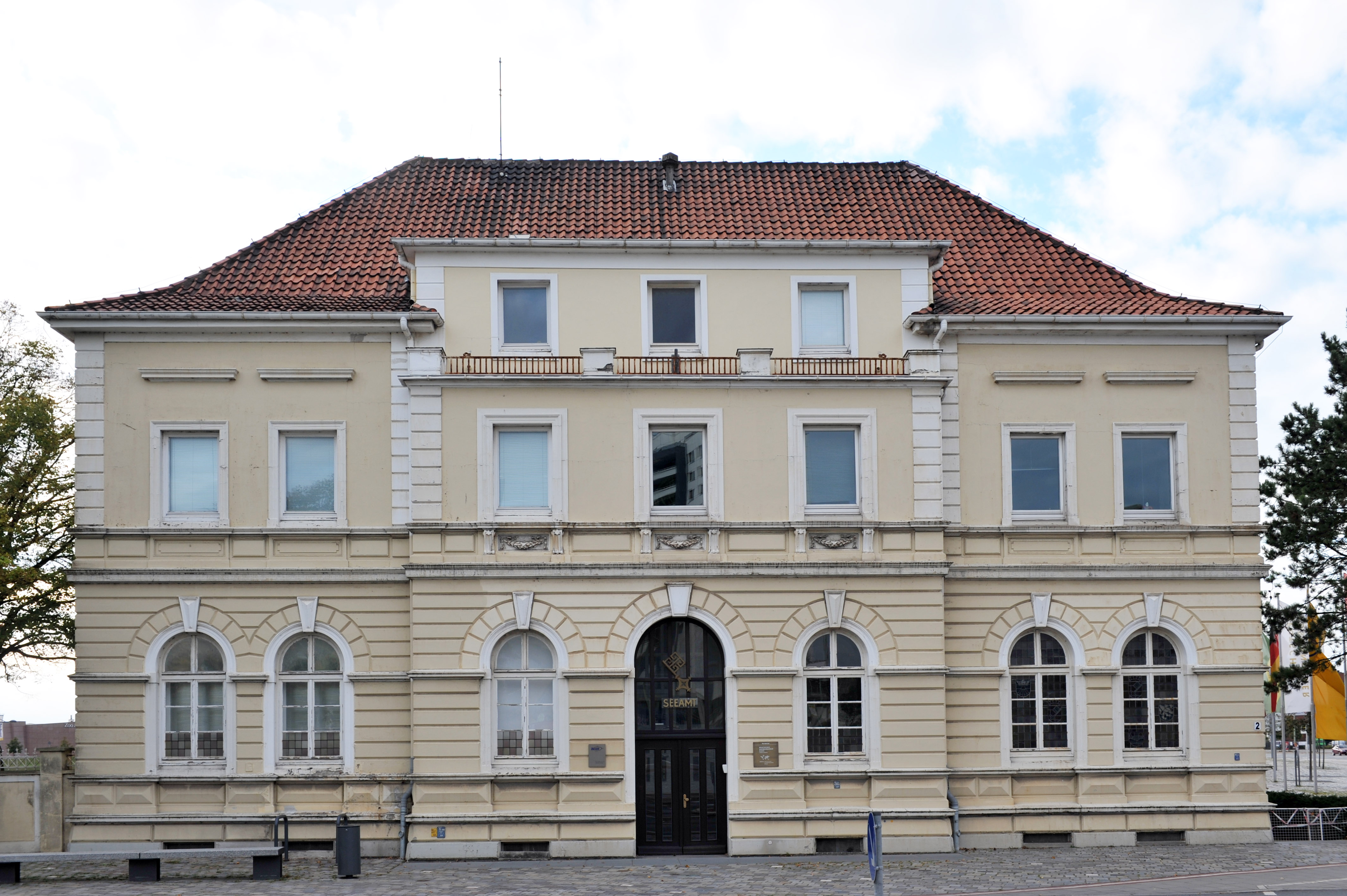
Seeamt Bremerhaven

Das Gebäude Seeamt Bremerhaven  in Bremerhaven-Mitte,  H.-H.-Meier-Straße 2 (früher Keilstraße 3), entstand 1898.

Das Gebäude steht seit 1984 unter Bremer Denkmalschutz.

## Geschichte

Bau des Seeamtes – 12. August 1898

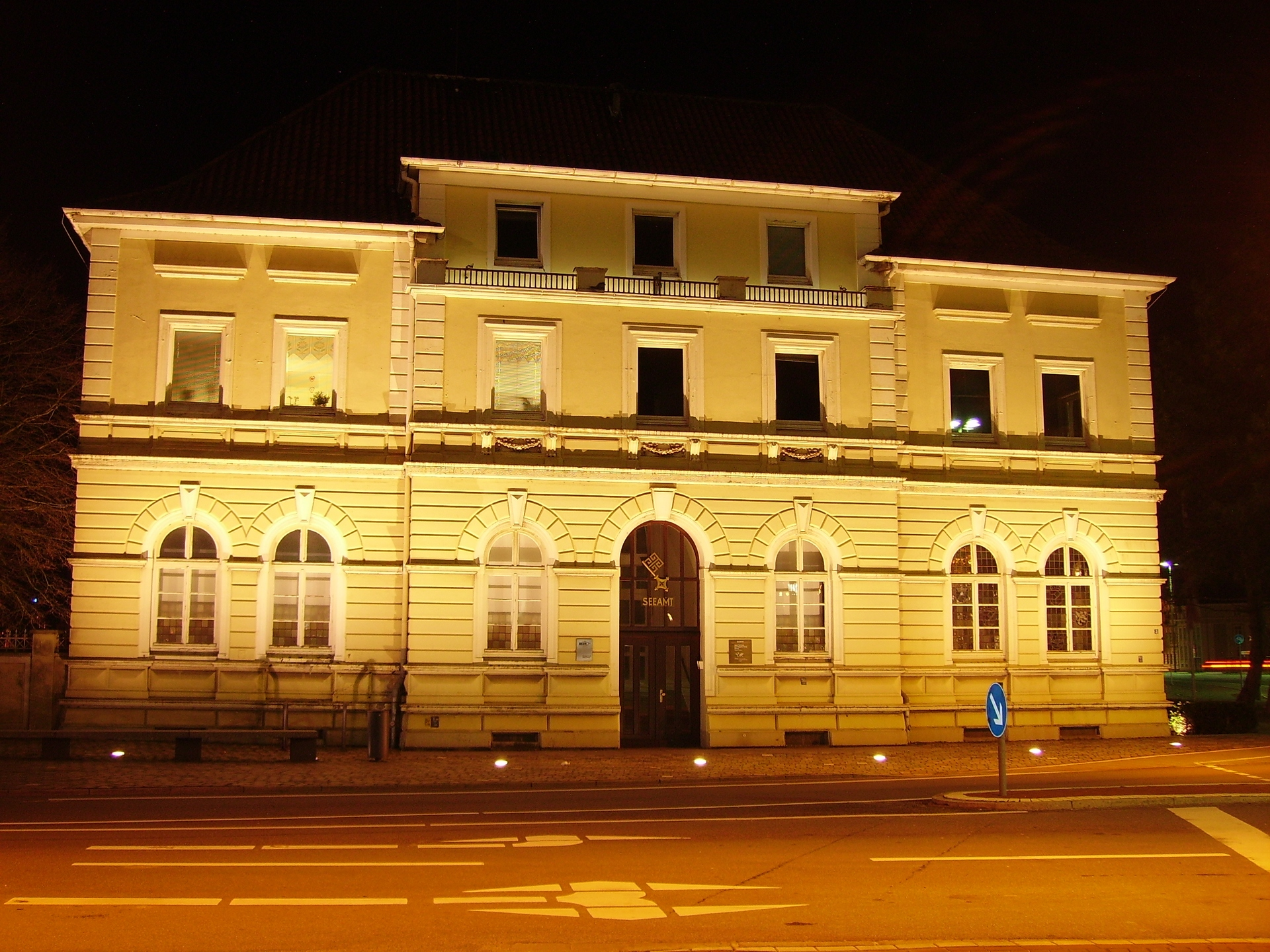
Seeamt Bremerhaven

In der Bauepoche der Jahrhundertwende und im Stil des Historismus entstand das zweigeschossige, verputzte Hafenhaus bzw. Seeamt Bremerhaven mit einem Walmdach einem Mittelrisalit und Rundbogenfenstern sowie einer Dienstwohnung. Das Gebäude wurde 1944 schwer beschädigt und 1949 wieder aufgebaut. Es steht auf einer Verkehrsinsel neben dem Deutschen Auswandererhaus.
Seeämter sind heute Gremien, die Unfälle im Schiffsverkehr untersuchen. Es  gibt sie in Deutschland in Bremerhaven, Emden, Hamburg, Kiel und Rostock. Unter Vorsitz eines Richters tagen in der Regel vier sachkundige Beisitzer (Kapitäne, Schiffsingenieure, Lotsen, Sachverständige). Als Behörde wurde das Seeamt Bremerhaven 2002 aufgelöst. Die Seeämter sind nun Untersuchungskommissionen der Wasserstraßen- und Schifffahrtsverwaltung des Bundes (WSV). Die Bundesstelle für Seeunfalluntersuchung (BSU) wirkt zudem in diesem Aufgabenbereich.
Das Haus wird heute (2018) für Büros genutzt.

## Seeamtsverhandlungen
Bekannte Verhandlungen am Seeamt Bremerhaven:
- Aphrodite, 1906
- Blexen, 1908
- Bremerhaven, 1906
- Elbe, 1895
- Europa-Frachter, 1982
- HAM 308, 1971
- Irene Oldendorff, 1952
- München, 1978/79
- Rugwardersand, 1981
- Sagitta, 1901